# Biting Elbows
I Biting Elbows sono gruppo musicale russo formatosi a Mosca nel 2008, conosciuto all'estero soprattutto per i videoclip di The Stampede (2011) e Bad Motherfucker (2013), girati interamente in soggettiva.

## Storia
Sulla loro pagina Facebook, i membri della band citano tra le loro influenze i Sublime, i The Clash e i Pearl Jam. Nel 2012 hanno suonato come band di supporto per due concerti a Mosca dei Guns N' Roses e dei Placebo, e nel 2013 si sono esibiti al Park Live Festival, che si tiene a Mosca una volta all'anno. Dopo che nel 2013 il videoclip Bad Motherfucker, girato dal frontman della band Il'ja Najšuller, è diventato virale, lo stesso Najšuller ha diretto il film d'azione Hardcore!, dove recitano anche lui e la sua fidanzata Dar'ja Čaruša.

## Formazione
- Il'ja Najšuller – voce, chitarra, testi
- Il'ja "Kondor" Kondrat'ev – basso, voce
- Igor' Buldenkov – chitarra, voce
- Aleksej Zamaraev – batteria

## Discografia

### Album in studio
- 2011 – Biting Elbows
- 2020 – Shorten the Longing

### EP
- 2011 – Dope Fiend Massacre

### Singoli
- 2013 – Bad Motherfucker
- 2016 – For The Kill
- 2019 – Control
- 2019 – Heartache